# STEEL & SILK
『STEEL & SILK』（スティール・アンド・シルク）は松田樹利亜の4枚目のアルバム。

## 概要
エイベックスからリリースした唯一のオリジナル・アルバムはオリコンチャート100位以内に入った最後のアルバム作品。13曲中9曲は自作曲。

## 批評
CDジャーナルは「20代へ突入した彼女なりの等身大の姿が、クール・ビューティでメロウなポップ・ダンス音楽にのせ響いてくる。際立った個性は希薄だが、安心感は強く覚える」と評した。

## 収録曲
1. 菜の花
作詞：松田樹利亜　作曲：菅原サトル　編曲：坂井紀雄
2. Like a Typhoon
作詞：久世まりあ　作曲：松田樹利亜・Joey Carbone　編曲：須貝幸生
3. メタモルフォーゼ
作詞・作曲：松田樹利亜　編曲：月光恵亮
4. 永遠という瞬間の中で
作詞・作曲：松田樹利亜　編曲：月光恵亮
5. LOVE IS A MERRY GO-ROUND
作詞：松田樹利亜　作曲：関将　編曲：月光恵亮
6. Bad Dream Rising
作詞・作曲：松田樹利亜　編曲：月光恵亮
7. もしもまた出逢えたのなら
作詞・作曲：松田樹利亜　編曲：月光恵亮
8. オモイデノヒト
作詞・作曲：LISAGO　編曲：月光恵亮
9. Whsh upon a star
作詞・作曲：松田樹利亜　編曲：前野知常
10. PASSION
作詞：松田樹利亜　作曲：月光恵亮・石川寛門　編曲：須貝幸生
11. I STILL REMEMBER YOU
作詞・作曲：松田樹利亜　編曲：坂井紀雄
12. HOLY NIGHT
作詞・作曲：松田樹利亜　編曲：月光恵亮
13. 雨の週末
作詞・作曲：松田樹利亜　編曲：鷹羽仁

## レコーディング参加
- 鎌田ジョージ - ギター
- 神長弘一 - ギター
- 北島健二（FENCE OF DEFENSE） - ギター
- 横関敦 - ギター
- 寺沢功一 - ベース
- 山木秀夫 - ドラム
- 鷹羽仁 - キーボード
- 前野知常 - キーボード
- 月光恵亮 - コーラス